# Stewart F. Newcombe
Stewart Francis Newcombe (* 9. Juli 1878 in Brecon; † 18. Juli 1956 in Oxford) war ein britischer Armeeoffizier und zeitweise Mitarbeiter von T. E. Lawrence. Er gab dem französisch-britischen Paulet-Newcombe-Abkommen von 1923 seinen Namen, das den größten Teil der modernen Grenze zwischen dem heutigen Syrien, Libanon und Israel festlegte.

## Frühleben
Newcombe wurde als Sohn des Ingenieurs Edward Newcombe geboren und am Christ's Hospital in Horsham und Felsted ausgebildet. Er trat in die Royal Military Academy Woolwich ein und 1898 in den Dienst der Royal Engineers. Er diente im Zweiten Burenkrieg, von Mai 1901 bis 1911 bei der ägyptischen Armee. In den Jahren 1913 und 1914 wirkte er in der strategischen Vermessung auf der Sinai-Halbinsel, wo er zusammen mit T. E. Lawrence arbeitete. Die Negev-Wüste war von strategischer Bedeutung, da sie von einer osmanischen Armee, die Ägypten im Kriegsfall angreifen würde, durchquert werden müsste. Karten mussten Merkmale militärischer Relevanz wie Wasserquellen zeigen. Dies leitete eine lebenslange Freundschaft und Zusammenarbeit mit dem späteren Lawrence von Arabien ein.

## Erster Weltkrieg
Als die Osmanen in den Ersten Weltkrieg eintrat, wurde Newcombe als Assistent von Colonel Gilbert Clayton nach Ägypten geschickt, der dort sowohl das Militär als auch die politischen Geheimdienste leitete. Unter den Offizieren, die mit Newcombe zusammenarbeiteten, waren George Lloyd und erneut Lawrence.
Newcombe diente von September 1915 bis Dezember 1915 in Gallipoli und wurde mit dem D.S.O. ausgezeichnet. Ende 1916 wurde er zum Chef der britischen Militärmission bei den Streitkräften des Scherifen von Mekka im Hedschas ernannt, wo er wieder mit Lawrence zusammenarbeitete und eine Schlüsselrolle bei der Arabischen Revolte spielte.
Nach der Einnahme von al-Wadschh waren die Zerstörungen an der Hedschasbahn größtenteils seine Arbeit, womit er aber auch arabische Interessen traf. Newcombe wurde während der Dritten Schlacht um Gaza gefangen genommen. In schweren Kämpfen mit mehreren osmanischen Bataillonen wurde seine Truppe umzingelt und musste sich ergeben, nachdem am 2. November 1917 die Munition ausgegangen war.

## Lebensende
Newcombe wurde in einem Kriegsgefangenenlager in Bursa inhaftiert, entkam aber mit Hilfe einer Französin, Elizabeth Chaki, und verbarg sich in Istanbul. Auch von dort entkam er mithilfe einer syrischen Frau, Elsie Chaki, die er darauf im April 1919 in London heiratete. Newcombe ging 1929 als Chefingenieur nach Malta, 1932 trat er in den Ruhestand.
Wie in den Memoiren David Ben-Gurions bemerkt, war Newcombe im Dezember 1937 an einen Versuch beteiligt, Verhandlungen zwischen der Zionistischen Bewegung und prominenten palästinensischen Arabern zu starten, die darauf abzielten, die gewalttätigen Konfrontationen zu beenden. Auch Albert Hyamson war beteiligt, das Projekt scheiterte an den weitergehenden Vorstellungen der Zionisten.